# Viðfinnr
Viðfinnr (nórdico antiguo: "bosque de los fineses") es un personaje de la mitología nórdica, padre de  los hermanos Hjúki y Bil, varón y hembra, que según Gylfaginning, ascendieron desde la tierra por Máni, la personificación de la Luna, cuando fueron a buscar agua de Byrgir.